# Głowienka baldaszkówka
Głowienka baldaszkówka (Coptocephala unifasciata) – gatunek chrząszcza z rodziny stonkowatych i podrodziny zmróżek. Zamieszkuje palearktyczną Eurazję.

## Taksonomia
Gatunek ten opisany został po raz pierwszy w 1763 roku przez Giovanniego Antonia Scopoliego pod nazwą Buprestis unifasciatus. Wyróżnia się w jego obrębie dwa podgatunki:
- Coptocephala unifasciata australis Medvedev, 1965,
- Coptocephala unifasciata unifasciata (Scopoli, 1763).

## Morfologia
Chrząszcz o walcowatym ciele długości od 4 do 7 mm. Głowa jest czarna z pomarańczową wargą górną, u samca niemal czworokątna i bardzo szeroka, u samic znacznie mniejsza. Samiec ma głęboko na grzbietowej krawędzi wcięte żuwaczki, z których lewa nie jest sierpowato wydłużona. Przedplecze jest pomarańczowe do czerwonego. Barwa tarczki jest czarna. Pokrywy są pomarańczowe do czerwonych z czarnym wzorem, typowo w postaci dwóch przepasek poprzecznych, z których przednia leży u nasady, a druga za środkiem długości, ale czasem o przepaskach zredukowanych lub połączonych wzdłuż krawędzi pokryw. Odnóża są czarne z przynajmniej goleniami, a zazwyczaj także częściowo udami i stopami pomarańczowymi do czerwonych. Spód ciała bywa metalicznie zielony lub mosiężny.

## Ekologia i występowanie

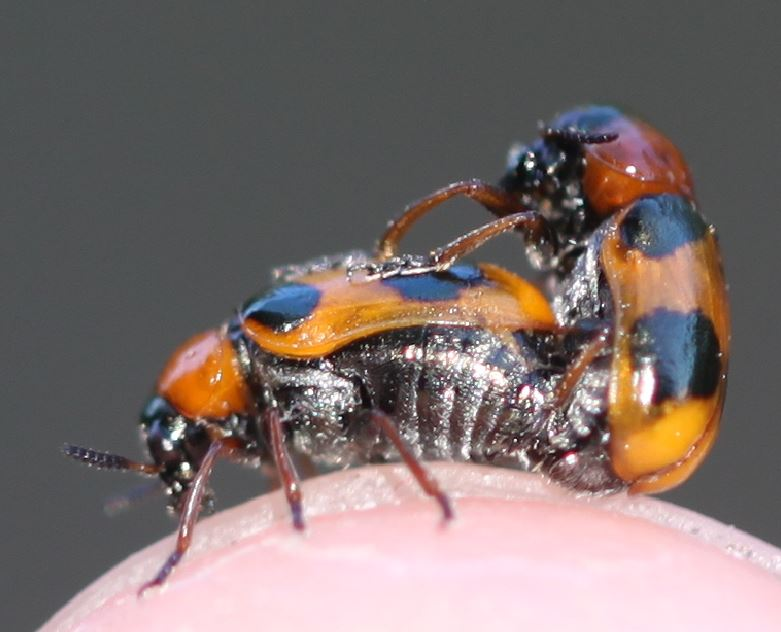
Kopulująca para

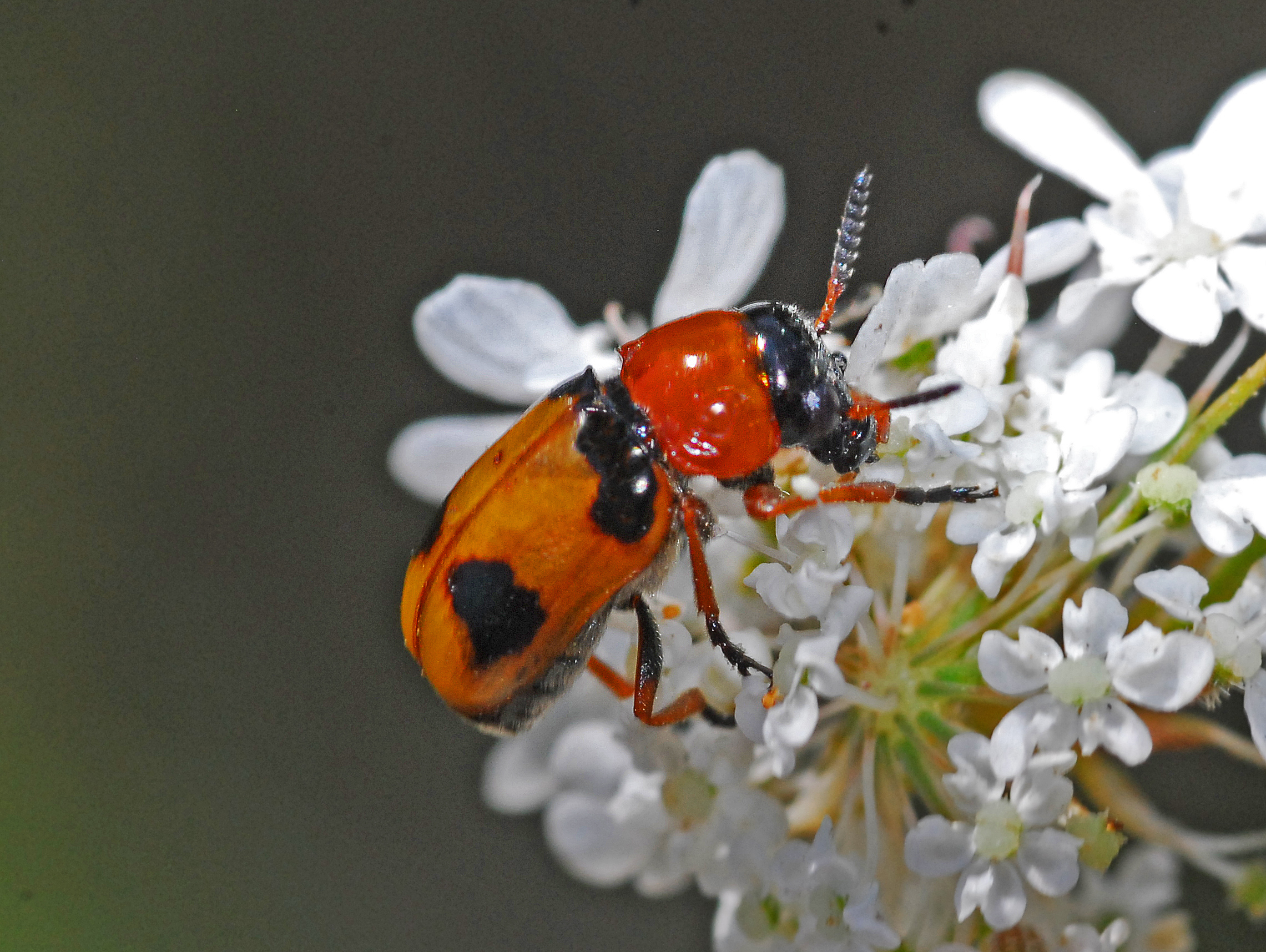
Samiec na kwiecie

Owad ten zasiedla trawiaste tereny o dużym nasłonecznieniu, w tym łąki, polany, murawy, baldachowiska, przydroża i przytorza. Jest oligofagicznym fitofagiem związanym z przedstawicielami selerowatych. Wśród jego roślin żywicielskich wymieniane są baldaszkowce, biedrzeniec mniejszy, gorysz siny, zapaliczniki, marchew zwyczajna, pasternak zwyczajny, przewiercienie, sierpnice, i żebrzyce. Larwy żerują na martwych liściach, natomiast postacie dorosłe na żywych liściach i kwiatach. Aktywne osobniki dorosłe obserwuje się od kwietnia do października.
Gatunek palearktyczny. Podgatunek nominatywny w Europie znany jest z Portugalii, Hiszpanii, Francji, Belgii, Niemiec, Szwajcarii, Austrii, Włoch, Malty, Estonii, Łotwy, Litwy, Polski, Czech, Słowacji, Węgier, Białorusi, Ukrainy, Mołdawii, Rumunii, Bułgarii, Słowenii, Chorwacji, Albanii, Macedonii Północnej, Grecji i europejskiej części Rosji, a w Azji z syberyjskiej części Rosji, anatolijskiej części Turcji, Gruzji, Armenii, Azerbejdżanu, Kazachstanu i Mongolii. C. u. australis notowany jest z Kazachstanu, Turkmenistanu, Uzbekistanu, Tadżykistanu, Kirgistanu, Afganistanu i Mongolii.